# Seututie 303
Pour les articles homonymes, voir Route 303.
La route régionale 303 (finnois : Seututie 303) est une route régionale allant de Viiala à Akaa jusqu'à Sääksmäki à Valkeakoski en Finlande,,.

## Présentation
La seututie 303 est une route régionale de Pirkanmaa.

## Parcours
- Akaa
  - Viiala,
  - Toijala
- Valkeakoski
  - Kolikkoinmäki